# Битка при Стамфорд Бридж
Битката при Стамфорд Бридж се състои на 25 септември 1066 г. при Стамфорд Бридж, Източен Йоркшър, Англия, скоро след победата на норвежките нашественици, водени от Харалд Хардрада в Битката при Фулфърд срещу Едуин от Мърсия и Моркар от Нортумбрия на 3 km южно от Йорк. След усилен поход, чрез който само за 4 дена крал Харолд Годуинсън изминава разстоянието от Южна Англия до Йорк и изненадва Харалд Хардрада, които дори не са носят ризниците си. След оспорвана битка мнозинството норвежци загиват, включително Хардрада и Тостиг Годуинсън, братът на английския крал. Харолд Годуинсън загива след по-малко от три седмици в Битката при Хейстингс.

## Предходни събития
През септември 1066 г. крал Харолд Годуинсън се намира в Южна Англия, очаквайки нашествие от страна на Уилям Нормандски. По същото време в Северна Англия акостират викинги, предвождани от Харалд Хардрада и изгарят Скарбъроу. Хардрада преследва династични намерения с армия от норвежци, норвежки васали и съюзници, имащи за цел завоевания, а не набези.
Крал Харолд Годуинсън с брат си Гирт и войските си се отправя на поход, за да отблъсне викингите. След като Харолд научава, че на нортъмбрийците им е било казано да докарат допълнителни провизии и заложници в Стамфорд Бридж, той отвежда армията си при Стамфорд Бридж, където се надява да изненада викингите. Когато армията на Харолд прехвърля рида, викингите не са снаряжени, тъй като очакват само предаване на провизии и заложници.
В своята сага за Харалд Хардрада, написана около 1225 г. исландският летописец Снуре Стурлусон описва разположението на норвежците. Той също твърди, че те са били оставили ризниците си на корабите и е трябвало да се бият само с щит, копие и шлем. В предговора на произведението си обаче Стурлусон пише: „макар да не знаем истината за тези неща, ние знаем обаче за случаи, когато мъдри мъже са считали такива неща за верни“.

## Ход на битката
След като преминават 290 км за 4 дни, англо-саксонците пристигат на западния бряг на река Деруент. Освен че са без ризниците си, армията на викингите е разделена на две от реката и не е предвидила никакви отбранителни мерки, като поставяне на стражеви постове. Викингите на западния бряг или оказват напразна съпротива или бягат за живота си по моста. Тези, които остават, са безмилостно избити. Англо-саксонците обаче срещат препятствие на моста. Според историята един гигантски въоръжен с брадва норвежец задържал цялата англо-саксонска армия и собственоръчно убил над 40 души. Той загинал, когато един саксонец минал в бъчва под моста и го пронизал през дъските.
Това забавяне позволява на викингите да построят линия за посрещане на англо-саксонците. Армията на Харолд Годуинсън се втурва през моста и се изправя срещу викингите, които са направили стена с щитовете си. Англо-саксонците сторват същото и нападат норвежците. Битката продължава няколко часа и въпреки впечатляващата отбрана на викингите, без ризниците си те са изложени на англо-саксонската стомана. Тяхната стена от щитове започва да се пропуква и англо-саксонците се възползват от пролуките. Англо-саксонците пробиват стената, минават в тила на норвежците и боят продължава докато викингите рухват и бягат. Техните водачи са убити, а армията им разгромена.

## Последици
Крал Харолд Годуинсън приема примирие с оцелелите норвежци, включително синът на Харалд Хардрада Олаф и им е позволява да се оттеглят, след като дават обет да не нападат Англия отново, слагайки по този начин край на епохата на викингите. По-малко от три седмици след победата обаче Харолд Годуинсън е убит в битката при Хейстингс на 14 октомври, след като армията му е преминала спешно разстоянието от Йоркшър до южното крайбрежие на Англия за втори път. Това слага начало на норманското владичество в Англия и на смесването на староанглийския със старофренския език, което води до създаването на днешния английски език.

## Паметник
В село Стамфорд Бридж е издигнат паметник на битката, на който е поставен следният надпис:

1066

The Battle of Stamford Bridge

King Harold of England defeated his brother Tostig and Harald Hardraada of Norway here on 25 September 1066

1066

Битката при Стамфорд Бридж

Крал Харолд Английски победи брат си Тостиг и Харалд Хардраада Норвежки тук на 25 септември 1066 г.